# Сант'Арканђело (Потенца)
Сант'Арканђело (итал. Sant'Arcangelo) је насеље у Италији у округу Потенца, региону Базиликата.
Према процени из 2011. у насељу је живело 2432 становника. Насеље се налази на надморској висини од 338 м.

## Становништво
Према резултатима пописа становништва 2011. у општини је живело 6.506 становника.
| 1931. | 1936. | 1951. | 1961. | 1971. | 1981. | 1991. | 2001. | 2011. |
| ----- | ----- | ----- | ----- | ----- | ----- | ----- | ----- | ----- |
| 5.390 | 5.557 | 6.329 | 6.587 | 6.423 | 6.704 | 7.270 | 6.637 | 6.506 |